# ゆきかぜ (宇宙戦艦ヤマト)
ゆきかぜは、「宇宙戦艦ヤマトシリーズ」に登場する架空の宇宙駆逐艦。

## 概要
地球防衛軍のミサイル駆逐艦。制式名称は「M-21881式雪風型宇宙突撃駆逐艦」。地球防衛艦隊の戦力の中核を担う同型艦が多数存在する。艦長は古代守。
艦名は、戦艦大和の沖縄特攻に随行した駆逐艦「雪風」に由来する。『宇宙戦艦ヤマト』第1話において雪風型各艦は「突撃艦」「ミサイル艦」「レーザー艦」などと複数の名称で呼称されており、「ゆきかぜ」は「ミサイル艦17号」として登場する。艦名は、日本海軍や海上自衛隊の伝統を引き継ぎ平仮名で、艦体に左横書きで書かれている。

## 艦体解説
艦容は、大型航空機と宇宙艦艇を折衷したような姿である。艦橋は非常に低くて艦体と一体の構造で、第二次世界大戦期の大型爆撃機のキャノピーに似た形状を持つ。艦首には左右に広がった板状の構造物があり、その端から上下横方向に三角形状の小型のフィンが合わせて6枚付いている。艦後部両舷に水平尾翼があり、その付け根には上下に姿勢制御用の垂直尾翼が付いている。艦底部には増槽を2基懸架している。
塗装は、艦中央部から後部一帯・光線砲塔前部・増槽が黄色、艦首の板状構造物およびフィン・光線砲塔後部・艦後部と増槽の一部（縦方向）・水平尾翼・垂直尾翼が赤色、艦橋周りなどの艦前部が白色である。
主機関は不明だが、推進ノズルを艦尾に1基備える。また、小型ノズルが、艦首の板状構造物後部の付け根部分に左右それぞれ1基ずつ、艦首から艦橋付近まで、艦底部に板状構造物があり、その後部にある1基、合計3基を備える。

武装面では、艦橋前方に固定式ミサイル発射管3門を備える。また、光学兵器として3連装小口径光線砲塔を、艦橋の背後に1基と、そこから艦体を挟んだ裏面に1基の計2基を備える。松本零士の漫画版ではガミラス巡洋艦に対する近接攻撃の際、リメイク版では対艦砲となっている砲口からレーザー放っている。

## 劇中での登場
宇宙戦艦ヤマト
第1話において、冥王星空域で沖田十三率いる地球防衛艦隊の1隻としてガミラス艦隊と交戦し、数隻の駆逐型デストロイヤー艦を撃沈する活躍を見せる。同型艦が全滅し、敗色が濃厚になったため、沖田はゆきかぜに撤退命令を送るが、艦長の古代守は徹底抗戦の構えを見せて従わず、反転離脱してガミラス艦隊に戦いを挑む。ガミラス艦に包囲され集中砲火を浴びつつも応戦し、最期は古代の敬礼を残し、炎上しながら戦闘空域から消えていく。その後、第6話において、ヤマト修復に必要なコスモナイト採掘のために立ち寄った土星の衛星タイタンで、氷結した状態で墜落していたところを古代進に発見される。
第18話では回想シーンに登場し、ゆきかぜの最期は、旗艦である沖田艦を逃がすための盾となって敵艦隊に立ち塞がったものだったと、古代守の同期生真田志郎から古代進に伝えられる。しかし、当時同艦の整備担当であった真田は、同艦は地球出撃の時点で既に整備不十分で帰還は不可能であったと語っている。
宇宙戦艦ヤマト 復活篇 ディレクターズカット版
本艦の同型艦を改造した輸送船が終盤に登場。カスケード・ブラックホールの接近に伴う人類の地球脱出において、ブルーノア級宇宙空母の非武装艦「ブルーアース」と共に、取り残された人々の救助を行っている。

## PSゲームシリーズ
PS版『宇宙戦艦ヤマト 遥かなる星イスカンダル』に登場する。
名称は「M-21881式宇宙突撃艦」。設定・デザインともにアニメから流用されており、プロローグムービーとタイタンの白兵戦に登場する。
PS2版『宇宙戦艦ヤマト イスカンダルへの追憶』では、ゲームオリジナルの新キャラクター「大山歳郎」が設計に関わっていたと語られるエピソードがある。
また、PS2版『宇宙戦艦ヤマト イスカンダルへの追憶』『宇宙戦艦ヤマト 暗黒星団帝国の逆襲』『宇宙戦艦ヤマト 二重銀河の崩壊』では、ゆきかぜを改造した雪風・改が登場する。

## リメイクアニメ

### 磯風型突撃宇宙駆逐艦
『宇宙戦艦ヤマト』（以下、旧作）のリメイク作品である『宇宙戦艦ヤマト2199』では、デザインの細かい変更と新たな設定が施されて登場している。デザイン担当は玉盛順一朗、艦内は山根公利。
艦名表記がカタカナになり、艦級・艦種名が「磯風型突撃宇宙駆逐艦」に変更された。ガミラス戦役以前の内惑星戦争時に活躍した宙雷艇のコンセプトを受け継いだ、高い機動力と攻撃力を備えた小型のコルベット艦とされている。
「ユキカゼ」の識別番号はDDS-117。国連宇宙海軍・極東方面空間戦闘群・連合宇宙艦隊・第一艦隊所属で、旧作同様古代守が艦長を務める。
外見上の相違点としては、艦首上部に実弾を発射する対艦砲2門、艦橋後部にミサイル発射管8門が追加されていることなどが挙げられる。艦首に存在する板状の構造物には「艦首装甲翼」という名称が付与され、艦橋と魚雷発射管を守るように設置されていると設定された。また、コンセプト画では装甲翼後部に旧式のロケットアンカーが装備されている。
艦内慣性制御能力を持たず、艦内は無重力状態であるため、乗員は磁力靴を履いて身体を床に固定している。
第1話劇中では、第一艦隊所属の磯風型突撃宇宙駆逐艦が合計12隻登場しており、メ号作戦以前の所属部隊によって3パターンの塗装が存在する。以下は艦名・識別番号・塗装パターンである。
| - 黄色を主にした塗装 - アヤナミ (DDS-103) - シキナミ (DDS-106) - ユキカゼ (DDS-117) - シマカゼ (DDS-172) |  | - 灰色を主とした塗装 - イソカゼ (DDS-101) - フユツキ (DDS-147) - ミナツキ (DDS-148) - カゲロウ (DDS-164) - タチカゼ (DDS-216) |  | - 赤色を主とした塗装 - アヤセ (DDS-119) - シラヌイ (DDS-144) - ハツシマ (DDS-149) |

このほか、むらかわみちおの漫画版には「あきづき」「よいづき」が登場している。

#### 劇中での登場（磯風型）
第1・4・11・17話に登場する。第1話冒頭の冥王星会戦（メ号作戦）に第一艦隊所属の磯風型突撃宇宙駆逐艦が合計12隻参加するが、先行していた「ユキカゼ」を除く全艦がほぼ一方的に撃沈される。唯一、「ユキカゼ」はクリピテラ級航宙駆逐艦1隻を試製空間魚雷を用いて撃沈するが、「キリシマ」撤退を援護すべく撤退命令を拒否して単艦で敵艦隊に突入し、艦後部への直撃により爆発して以後、消息不明となる。
第4話では、「ユキカゼ」が土星の衛星エンケラドゥスにて大破して表面が氷結した姿で横たわったまま救難信号を発していたところをヤマトが感知し、古代進や森雪らが救出に向かうが、艦内に生存者はおらず、通信機器のみが生きている状態だった。その後、「ユキカゼ」のそばに有り合わせの資材で作られた墓標が立てられる。
第17話の回想シーンでは、メ号作戦へ出撃する直前の様子が描かれている。この時、ドック内アナウンスで試製空間魚雷の存在が述べられている。
また、むらかわみちおの漫画版では、単行本第1巻のメ号作戦では撤退シーンが描かれておらず、進が沖田に対して不信感を示し続けた後、第2巻で艦内の会話を記録するシップログレコーダーに撤退命令発令から撃沈までの記録が残っており、古代守らクルーが自らの意思で戦線に踏みとどまったことを進に示す展開となっている。

『「宇宙戦艦ヤマト」という時代 西暦2202年の選択』でも、『2199』およびその前史パートに登場する。第一次・第二次火星沖海戦に出撃する艦隊内に多数見られ、新たな艦名は第一次では「DDS‐193 AUDACE(アウダーチェ)」「DDS‐194 ARDITO(アルディート)」「DDS‐？ PERSEO(ペルセウス)」（イタリア名）や「DDS‐167 DEFENDER(ディフェンダー)」（英名）、第二次では「DDS‐119 ハマカゼ」（「アヤセ」と艦番号が重複する）「DDS‐181 НОВИК(ノヴィク)」（ロシア名）や「DDS‐708 アマツカゼ」などが確認できる。その他にも、「イソカゼ」「アヤセ」「ハツシマ」といったメ号作戦に参加した艦も登場している。

### 磯風改型突撃宇宙駆逐艦
『宇宙戦艦ヤマト2199』の続編である『宇宙戦艦ヤマト2202 愛の戦士たち』に登場する。
主機を新型機関(波動エンジン)に換装して機動性を向上させた改良型。12.7センチ三連装陽電子衝撃砲と新型空間魚雷を主兵装とする。
形状は磯風型と同じ。塗装は、磯風型の黄色基調と同じ塗装パターンを、青・水色・白の寒色にしたものとなっており、舷側には地球連邦防衛軍のエンブレムが大きくプリントされている。また、固有艦名ではなく、「TB-〇〇〇」という番号識別となっている。

劇中では、第1話の8番浮遊大陸奪還作戦に設定上ではTB‐100〜109の計10隻が参加しており、画面上では1隻が1カットだけ登場している。

## 派生艦・類似艦

### ゴッド・ウインド号
豊田有恒などによる初期案を元にした石津嵐による小説版『宇宙戦艦ヤマト』に、アニメ版の「ゆきかぜ」に相当する艦艇として登場する駆逐艇。
作中での大まかな活躍や古代守が艇長であることはアニメ版と同一だが、ガミラスに対して結成された共和連盟混成軍に参加した日本国防軍所属艇とされており、ガミラス艦隊と交戦した場所が火星近傍であること、古代ススムと島大助がスペース・ファイター実習生として乗艦していることなどの差異がある。また、緊急脱出用小型ロケットが搭載されている。

### M-2188-1型 宇宙艦隊突撃駆逐艦
2010年に公開された実写映画『SPACE BATTLESHIP ヤマト』に登場する、ゆきかぜをアレンジした艦。
デザインはオリジナルのものに変更されている。艦種は宇宙駆逐艦のままであるが、200メートル超の大型艦となっている。艦首はオリジナルに準拠した平たい形状だが、艦尾は中央の大型ノズルを4基の小型ノズルが取り囲むというアンドロメダに似た配置となっている。船体上部に艦橋などの構造物を配置しており、艦橋の前後に二連装砲塔2基を搭載。また、両舷の翼部分の両面に2連装粒子ガトリング砲を2基ずつ、計8基装備している。
プロローグの火星圏海戦に「ゆきかぜ」「ふゆづき」などの複数の同型艦が参戦している。

### 雪風
松本零士の漫画『新宇宙戦艦ヤマト』に登場する、「ゆきかぜ」の名を継承する宇宙艦。作品の舞台となる西暦3199年時点では、「雪風」以外にも複数の同型艦が量産されている。
艦体形状は平面で形成された葉巻型であり、艦上部前方と艦底に艦橋を有する。推進器は、船体の物と下部に張り出したエンジンブロックの物を合わせて3基を持つ。
武装に関しては不明。デザイン上は、3門ずつ束ねられた砲身を十字型に配置した12連装砲塔のような構造物を両舷に計6基、通常の3連装砲塔状の構造物を後甲板と艦底後部に計2基備えている。
劇中では、「雪風」を含む複数艦が、地球へと向かう輸送船団の護衛艦として登場。地球と大マゼラン星雲の中間点付近で、ダークィーンが操る移動性ブラックホールに遭遇。輸送船団と護衛艦全艦が退避の為に地球へのワープに入るが、ワープに成功したのは「雪風」のみであった。唯一生還した「雪風」も、艦後部が丸ごと脱落し、乗員も副長を務めていた古代進32世を除いた全員が消滅していた。

### 突撃駆逐艦雪風改級大山式「雪風・改」
PS2版『宇宙戦艦ヤマト イスカンダルへの追憶』『宇宙戦艦ヤマト 暗黒星団帝国の逆襲』『宇宙戦艦ヤマト 二重銀河の崩壊』の三部作に登場。真田や守の同期の技術者である大山歳郎（ゲームオリジナルキャラ）が、タイタンに放置されていたゆきかぜを改造して造った無人艦。
作品内において、唯一自律行動が可能な地球防衛軍の無人艦である。艦首の板状構造物を始めとする基本形はゆきかぜから大きく変わっていないが、細部のディティールは大きく改変されている。無人艦のため艦首の艦橋窓はなく、艦底部分はしゅんらんのものと同じようなインテーク状構造になっている。
武装面では、砲塔がヤマトと同型の連装砲になっているほか、艦首のミサイル発射管は艦橋前方ではなく、板状構造物上に設置されている。また、舷側にミサイルランチャー、艦底に外装式の大型ミサイルが追加されている。
ゲームシステム上では、巡洋艦級（前期生産型）並の速力と旋回能力を持ち、武装は主力戦艦級に匹敵する。また、主力戦艦級と比べ、耐久力は劣るが、防御力が優れている。
塗装は上面が赤、下面が白となっており、艦首と両舷に錨マークがある。

劇中では『イスカンダルへの追憶』のステージ05「土星圏・蘇るもの」において大山とともに初登場。土星圏を占領していた白色彗星帝国残存艦隊をヤマトが撃破した後、タイタン基地から発進し、ヤマトに合流する。その後、無人艦である特性を活かし、超長距離ワープの先導艦として活躍を見せる。『暗黒星団帝国の逆襲』では、ステージ04「オールト雲・彗星の巣」で初登場し、オールトの雲内部で巡洋艦「青葉」とともにヤマトと合流する。『二重銀河の崩壊』でも引き続きヤマトとともに行動しており、最終ステージではマルチエンディングの分岐条件に関わっている。